# شوجی نیشیمورا
شوجی نیشیمورا (انگلیسی: Shōji Nishimura; ۳۰ نوامبر ۱۸۸۹ – ۲۵ اکتبر ۱۹۴۴) فرد نظامی اهل ژاپن بود.
وی همچنین برندهٔ جوایزی همچون نشان خورشید فروزان شده‌است.